# Герб Мартиніки
Герб Мартиніки — герб заморського департаменту Франції у Вест-Індії.